# Brock Purdy
Brock Purdy (født 27. december 1999) er quarterback for San Francisco 49ers i National Football League (NFL) USA. Han spillede college-fodbold for Iowa State Cyclones og blev valgt som nr. 262 og absolut sidst i draften i 2022.
Fra sin reserveplads blev han på grund af skader hos de ellers foretrukne quarterbacks rykket op i startopstillingen allerede i sin debutsæson 2022-23. Holdet vandt de fem kampe, han stillede op i i grundspillet og var med til at føre 49ers helt frem til finalekampen om mesterskabet i NFC-konferencen som en af blot fem førsteårsspillere i historien.

## 2023-sæson
Brock Purdy har været startende QB fra sæsonstarten 2023-24. Undervejs slog han klubrekorden for kastede yards i en sæson og førte holdet til divisionsmesterskabet for andet år i træk med en sejr over Arizona Cardinals og siden til NFC-titlen og kvalifikation til Super Bowl ved at vinde over Detroit Lions.
Han blev valgt som en af tre quarterbacks til NFCs hold i 2024-udgaven af Pro Bowl, som er den årlige kamp mellem NFCs og AFCs bedste spillere, som udpeges efter en afstemning, hvori deltager coaches, spillere og publikum.

## Gage
Purdy er på en fireårig rookiekontrakt, der udgør 3,7 mio. USD i alt for de fire år. (Hans QB-modstander i SuperBowl LVIII, Kansas City Chiefs' Patrick Mahomes, er på en 10-årig kontrakt til 450 mio. USD.)

## NFL karrierestatistik

### Grundspil
| År       | Hold     | Kampe | Kampe | Kampe  | Kastet | Kastet | Kastet | Kastet | Kastet | Kastet | Kastet | Kastet | Kastet | Løbet | Løbet | Løbet | Løbet | Løbet | Fanget | Fanget | Fumlet | Fumlet |
| År       | Hold     | GP    | GS    | Record | Cmp    | Att    | Pct    | Yds    | Y/A    | Lng    | TD     | Int    | Rtg    | Att   | Yds   | Y/A   | Lng   | TD    | Sck    | SckY   | Fum    | Lost   |
| -------- | -------- | ----- | ----- | ------ | ------ | ------ | ------ | ------ | ------ | ------ | ------ | ------ | ------ | ----- | ----- | ----- | ----- | ----- | ------ | ------ | ------ | ------ |
| 2022     | SF       | 9     | 5     | 5-0    | 114    | 170    | 67,1   | 1.374  | 8.1    | 54     | 13     | 4      | 107,3  | 22    | 13    | 0,6   | 13    | 1     | 11     | 84     | 0      | 0      |
| 2023     | SF       | 17    | 17    | 12-5   | 308    | 444    | 69,4   | 4.280  | 9.6    | 76     | 31     | 11     | 113,0  | 39    | 144   | 3.7   | 17    | 2     | 28     | 153    | 6      | 2      |
| Karriere | Karriere | 25    | 21    | 17–5   | 422    | 614    | 68,7   | 5.654  | 9.2    | 76     | 44     | 15     | 111,4  | 61    | 157   | 2.6   | 17    | 3     | 39     | 237    | 6      | 2      |

### Slutspil
| År       | Hold     | Kampe | Kampe | Kampe  | Kastet | Kastet | Kastet | Kastet | Kastet | Kastet | Kastet | Kastet | Kastet | Løbet | Løbet | Løbet | Løbet | Løbet | Fanget | Fanget | Fumlet | Fumlet |
| År       | Hold     | GP    | GS    | Record | Cmp    | Att    | Pct    | Yds    | Y/A    | Lng    | TD     | Int    | Rtg    | Att   | Yds   | Y/A   | Lng   | TD    | Sck    | SckY   | Fum    | Lost   |
| -------- | -------- | ----- | ----- | ------ | ------ | ------ | ------ | ------ | ------ | ------ | ------ | ------ | ------ | ----- | ----- | ----- | ----- | ----- | ------ | ------ | ------ | ------ |
| 2022     | SF       | 3     | 3     | 2-1    | 41     | 63     | 65,1   | 569    | 9,0    | 74     | 3      | 0      | 109,8  | 7     | 24    | 3.4   | 13    | 1     | 4      | 23     | 1      | 1      |
| Karriere | Karriere | 3     | 3     | 2-1    | 41     | 63     | 65,1   | 569    | 9,0    | 74     | 3      | 0      | 109,8  | 7     | 24    | 3.4   | 13    | 1     | 4      | 23     | 1      | 1      |